# Pinklon Thomas
Pinklon Thomas est un boxeur américain né le 10 février 1958 à Pontiac, Michigan. Il était réputé pour son puissant jab qui fut un temps comparé à celui de Sonny Liston, son short rose qui lui valut le surnom de « Pinky » ainsi que pour son menton.

## Début de carrière
Après seulement trois combats en amateur, Pinklon Thomas passe professionnel en 1978. Il remporte ses 19 premiers combats dont 16 par KO, avant d'être confronté à son premier adversaire sérieux, James Tillis, en août 1982.
Tillis a alors à son actif 22 victoires, malgré une défaite subie lors de sa première opportunité mondiale face au champion WBA Mike Weaver en 1981. Thomas l'emporte par arrêt de l'arbitre à la 8e reprise. Il rencontre en janvier de l'année suivante le puncheur sud-africain Gerrie Coetzee, alors classé n°1 par la WBA. Dominé durant les premières reprises, Thomas s'empare des rounds suivants et parvient à couper l'arcade sourcilière de son opposant dans ce qui se soldera par un match nul. Lors de son combat suivant, Coetzee deviendra champion WBA, tandis que Thomas poursuit son ascension dans les classements mondiaux avec quatre nouveaux succès, dont un sur le futur champion du monde des lourds-légers Alfonzo Ratliff.

## Titre mondial
Le 31 août 1984, il obtient enfin une chance pour le titre mondial en affrontant le champion WBC Tim Witherspoon (18-1). Dans une bataille de jabs, Thomas parvient rapidement à établir la puissance du sien en secouant régulièrement en arrière la tête du tenant du titre. Celui-ci est par ailleurs averti plusieurs fois puis pénalisé d'un point pour des coups donnés avec le dos de son poing et pour un coup bas. La fin de combat est éprouvante pour les deux boxeurs, mais stimulé par son entraîneur Angelo Dundee, Thomas finit fort et l'emporte par décision majoritaire. Pour Thomas, ancien délinquant et addict à l'héroïne, c'est l'achèvement d'une vie.
Souffrant d'un détachement de la rétine, Thomas ne combat que 10 mois plus tard en juin 1985 pour une défense de sa ceinture face à Mike Weaver, ancien champion WBA de la catégorie. Le combat est très engagé : dès le premier round, Thomas est coupé à la lèvre et réplique en envoyant son challenger au sol grâce à de fortes combinaisons de directs. Thomas continue de dominer lors du round suivant mais Weaver refait surface à partir du troisième : il parvient à couper son arcade gauche et l'atteint fréquemment avec son célèbre crochet gauche. Le champion ne plie pas et démontre ses solides capacités d'encaisseur. À l'issue du septième round, les deux combattants sont séparés d'un point en faveur de Thomas pour un juge, et à égalité pour les deux autres. Mais au 8e round, Weaver est distrait par un jab qui est immédiatement suivi d'une droite plongeante à la tempe qui le terrasse pour le compte. Après le combat, Thomas, qui est considéré comme le futur successeur du champion IBF invaincu Larry Holmes, le défie, estimant que celui-ci cherche à esquiver une éventuelle unification par peur.
Néanmoins, il est détrôné à la surprise générale aux points par Trevor Berbick le 22 mars 1986, dans un combat marquant le début du tournoi d'unification HBO. Lors du premier round, Berbick, un combattant au style atypique, se montre plus actif en envoyant des rapides combinaisons à courte distance, mais Thomas parvient régulièrement à perturber son rythme avec son jab puissant et précis. Thomas s'empare du round suivant, en accompagnant souvent des séries de jab de son direct du bras arrière. À la troisième reprise, Thomas s'adapte à la stratégie de Berbick, en cherchant lui aussi à marquer des points au corps-à-corps même si le challenger revient bien dans le 4e round en employant des séries de deux crochets gauches successifs au visage. Le 5e round est très acharné des deux côtés : si au départ le tenant du titre est bousculé par Berbick, il reprend le dessus grâce à des enchainements de directs, mais Berbick termine le round très fort en le secouant avec un crochet du gauche. Au 7e round, Thomas est légèrement en avance mais s'épuisant progressivement, l'efficacité de son jab s'amenuise, perdant de ce fait les derniers rounds. Au 11e round, il est même proche d'aller à terre. La décision bien que serrée, est unanime : Berbick est déclaré nouveau champion WBC. L'ex-champion avouera par la suite que ses problèmes personnels (il était en phase de séparation avec sa femme) et l'absence d'Angelo Dundee ont contribué à sa défaite, tout en louant la robustesse de Trevor Berbick. On a aussi argué qu'à cette époque, Pinklon Thomas était retombé dans la drogue.

## Combat contre Mike Tyson
Thomas se reprend avec trois victoires avant la limite contre une opposition de moindre qualité. Classé n°1  et n°3 par la WBC et la WBA, il accepte le challenge offert par le nouveau champion unifié WBA/WBC Mike Tyson le 30 mai 1987, et ce malgré une blessure à l'épaule droite contractée en sparring avant le combat. Dans la première reprise, le challenger s'avère complètement dépassé par les vifs et féroces enchaînements de crochets et d'uppercuts du jeune champion, qui semblent plusieurs fois proches de le mettre à terre. Mais Thomas commence à trouver et imposer son rythme dans les rounds suivants, par le biais de son puissant jab. Grâce à ses déplacements latéraux, il évite souvent les assauts furieux de Tyson, qui ne paraît toutefois pas inquiété. Après une pause de plusieurs minutes entre le 5e round et le 6e round pour cause de gant déchiré, le combat reprend mais se termine brutalement après que Thomas est envoyé au tapis pour l'unique fois de sa carrière à la suite d'une impitoyable série de 16 coups. Bien que se relevant difficilement à 9, Angelo Dundee s'introduit sur le ring pour faire stopper le combat. Cette défaite marque sa fin en tant que sérieux prétendant mondial.   

## Fin de carrière
En décembre 1988, il effectue un retour décevant face au champion unifié des lourds-légers alors quête de gloire chez les poids lourds, Evander Holyfield. Thomas - classé n°4 par l'IBF - qui apparaît apathique et peu inspiré, est surclassé par les rapides combinaisons et le jeu de jambe de son plus jeune concurrent. Son coin jette l'éponge après 7 reprises à sens unique, ses belles années semblent derrière lui.   
Cependant l'ancien champion ne se retire pas. Il réalise un deuxième retour en 1990 (cette fois sans Angelo Dundee à son coin) victorieux face à un faire-valoir avant de subir trois revers d'affilée : aux points face au futur champion USBA Mike Hunter, et par abandon contre les deux futurs champions du monde Riddick Bowe (toujours en 1990) et Tommy Morrison en 1991. Un an plus tard, il parvient à engranger une série de 12 succès contre des boxeurs médiocres, avant de remporter le nouveau titre IBO non reconnu à l'époque, au cours d'un match très disputé face à Craig Payne. Il s'incline lors de son combat final par arrêt de l'arbitre face à Lawrence Carter lors d'un combat mettant un autre titre mineur en jeu, la WBF. Il met un terme à sa carrière en 1993 sur un bilan de 43 victoires, 7 défaites et 1 match nul.   